# مبارک‌شاه قطب
مبارک‌شاه بن قطب تبریزی یا خواجه مبارک‌شاه از خوشنویسان قرن هشتم هجری است. از او افزون بر و نسخ در سایر خطوط ششگانه هم آثاری باقی‌مانده است. مبارک‌شاه از شاگردان یاقوت مستعصمی بوده و حدود ۷۶۰ه‍. ق درگذشته است.
او معروف به مبارک‌شاه قطب نسخ نویس و ملقب به زرین رقم است و آثاری از او تا ۷۳۰ موجود است.